# Nokkenschakelaar

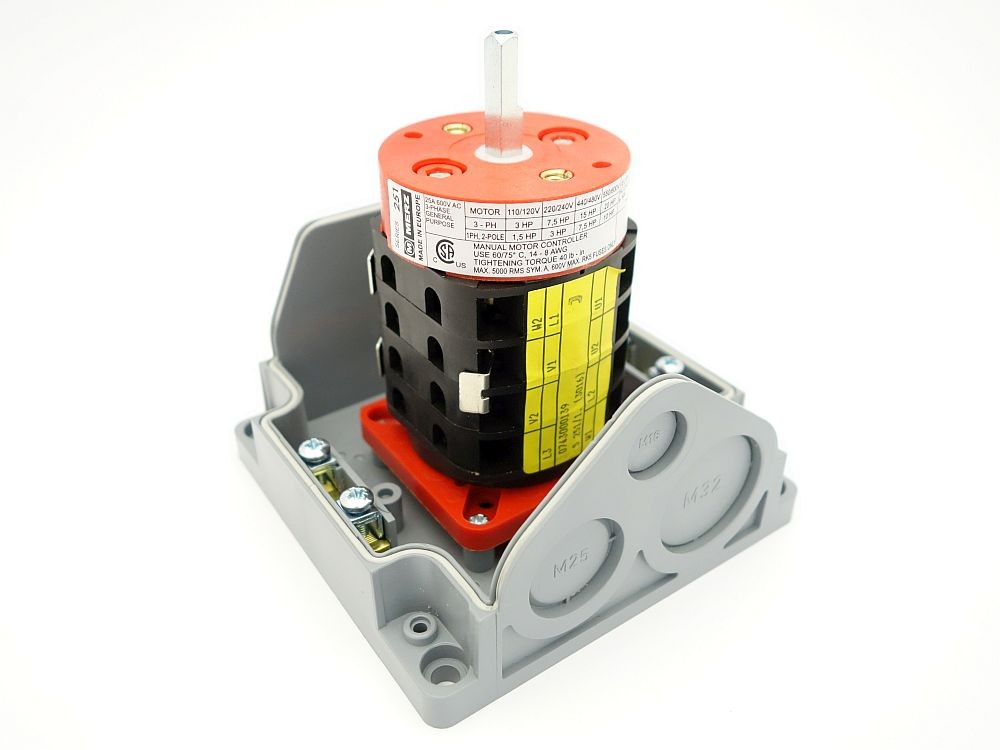
Nokkenschakelaar

Een nokkenschakelaar is een draaischakelaar waarmee elektromotoren en andere elektrische apparaten handmatig kunnen worden bediend. 
Afhankelijk van het type motor en de schakelvoorwaarden moeten er verschillende contacten tegelijk bediend worden. Bij een nokkenschakelaar kan het aantal contacten en de schakelvoorwaarden aangepast worden. Door te combineren met de uitsparingen/nokken per schijf en met het aantal schakelpakketten, kan voor veel verschillende schakelingen een nokkenschakelaar worden samengesteld.

## Opbouw
Een nokkenschakelaar is opgebouwd uit een slot en één of meer schakelpakketten, deze schakelaar wordt daarom ook wel pakketschakelaar genoemd.

### Slot
Het slot wordt bevestigd op de pakketten. Hierin is het aantal standen en de hoekverdraaiing van de schakelaar vastgelegd. In het slot is ook vastgelegd of voor elke stand een arrêteerinrichting nodig is, waarmee de nok in zijn geplaatste schakelstand kan worden vastgehouden. Als deze arrêteerinrichting bij een bepaalde stand niet aanwezig is, veert de schakelaar terug naar zijn vorige stand.

### Schakelpakketten
Elk schakelpakket van een nokkenschakelaar heeft één of meer schakelcontacten, en een nok die voorzien is van uitsparingen. Met de nokken worden de contacten gemaakt of verbroken. De plaats ervan bepaalt het programma van de contacten. De pakketten en het slot worden samengebouwd door middel van trekstangen. Op het slot wordt de frontplaat en bedieningsknop bevestigd. De schakelhoek bij een nokkenschakelaar is 15°, 30°, 45°, 60° of 90°. Deze hoekverdraaiing kan per fabrikant verschillend zijn. Als er wordt uitgegaan van een hoekverdraaiing van 15°, dan is een maximaalaantal posities van 24 mogelijk.
Er is eindeloos te combineren met de uitsparingen/nokken per schijf en met het aantal pakketten. Hierdoor is voor nagenoeg ieder schakelprobleem een nokkenschakelaar samen te stellen.

## Gebruik
Nokkenschakelaars worden vaak gebruikt als:
- Aan-uitschakelaar
- Omkeerschakelaar
- Veiligheidsschakelaar of werkschakelaar
- Ster-driehoekschakelaar
- Stappenschakelaar

## Montage

### Bodemmontage
Bij pakketschakelaars die geschikt zijn voor bodemmontage, is de montageplaat bevestigd onder het laatste pakket.

### Frontmontage
Bij een schakelaar voor frontmontage wordt de montagebevestiging op het slot geplaatst